# Cervonodniprovka (Bilenke), Zaporijjea
Cervonodniprovka (în ucraineană Червонодніпровка) este un sat în comuna Bilenke din raionul Zaporijjea, regiunea Zaporijjea, Ucraina.

## Demografie
Componența lingvistică a localității Cervonodniprovka
     Ucraineană (89,06%)
     Rusă (10,94%)
Conform recensământului din 2001, majoritatea populației localității Cervonodniprovka era vorbitoare de ucraineană (89,06%), existând în minoritate și vorbitori de rusă (10,94%).